# Lee Camp
Lee Michael John Camp (Derby, 22 de agosto de 1984) é um ex-futebolista inglês que atuava como guarda-redes. Ele também já atuou pela Seleção Inglesa de Futebol Sub-21.